# Betula raddeana
Betula raddeana är en björkväxtart som beskrevs av Ernst Rudolf von Trautvetter. Betula raddeana ingår i släktet björkar, och familjen björkväxter. Inga underarter finns listade.
Arten förekommer i östra Kaukasus i Azerbajdzjan, Georgien och Ryssland. Den växer i regioner som ligger 1400 till 2800 meter över havet. Denna björk hittas vid trädgränsen tillsammans med arter av rönnsläktet och videsläktet. I området finns även skogar med tallar och bokar. Betula raddeana föredrar regioner med kalksten.
Beståndet hotas av illegalt skogsbruk och landskapsförändringar. Även betande nötkreatur skadar populationen. Hela populationen antas fortfarande vara stabil. IUCN listar arten som livskraftig (LC).

## Bildgalleri

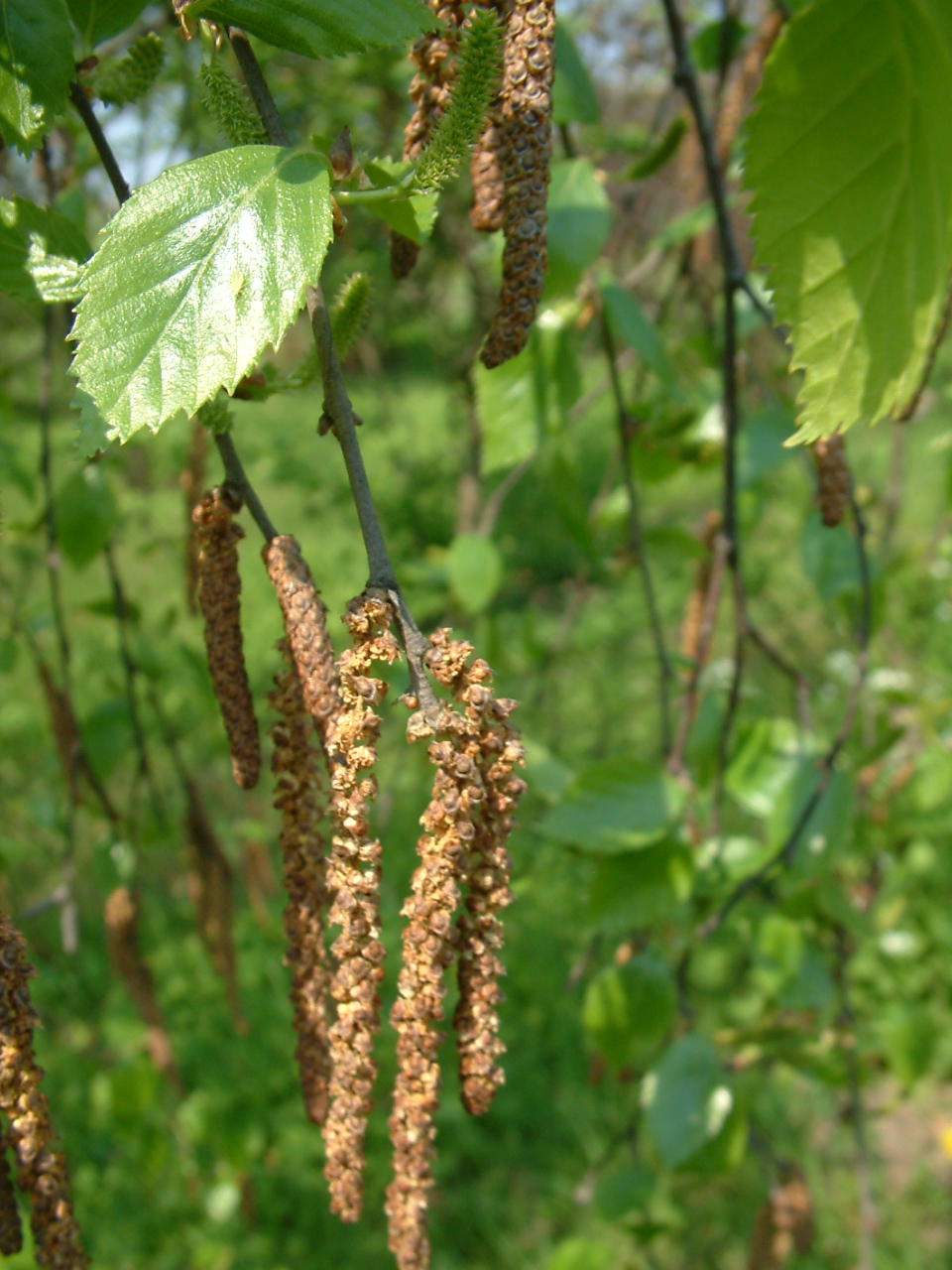
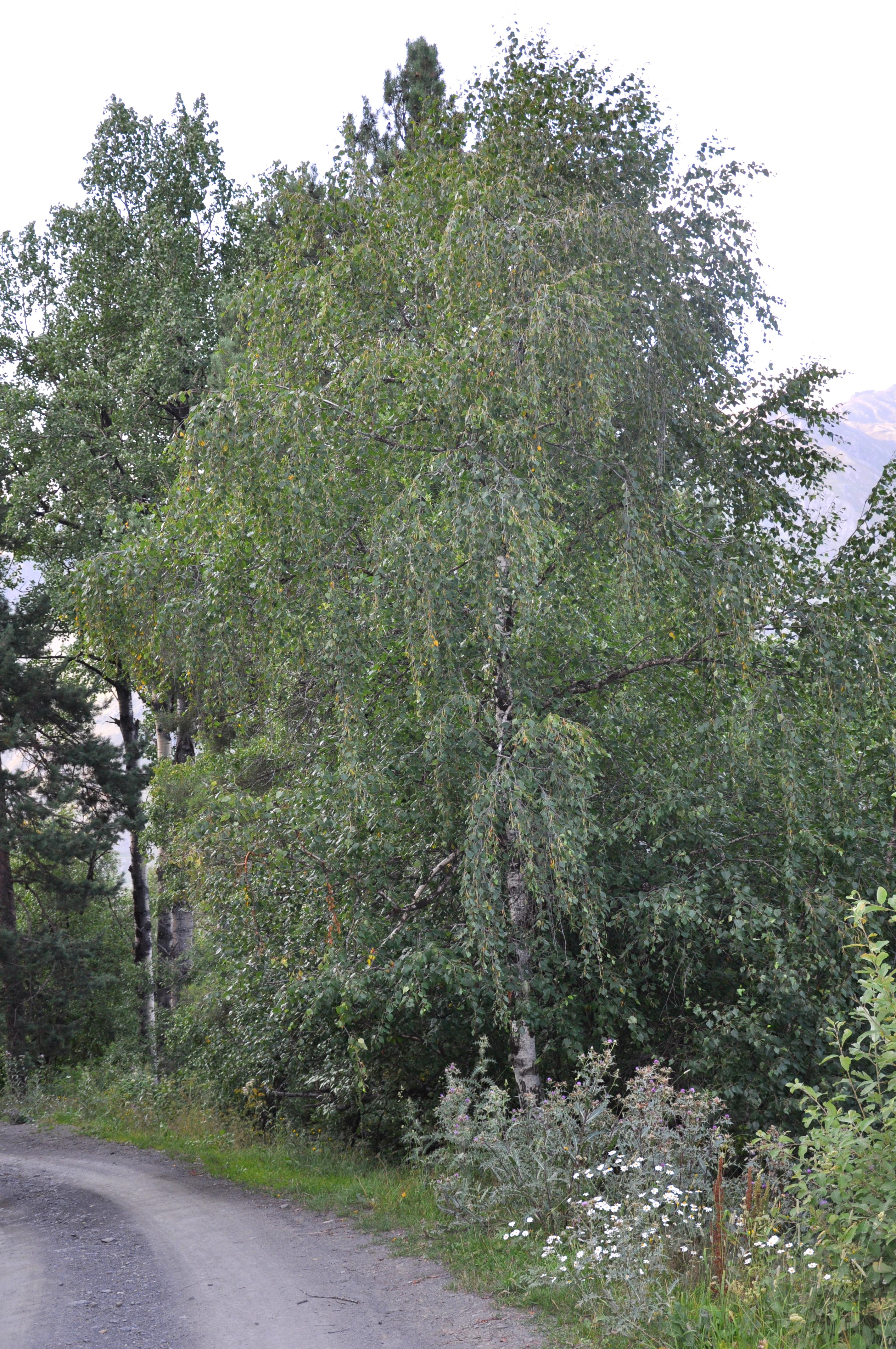